# Andy Díaz
Andy Díaz Hernández (L'Avana, 25 dicembre 1995) è un triplista cubano naturalizzato italiano, medaglia di bronzo ai Giochi olimpici di Parigi 2024, campione mondiale indoor a Nanchino 2025 e campione europeo indoor ad Apeldoorn 2025.

## Biografia
Fino al 2021 ha gareggiato per Cuba, conquistando una medaglia di bronzo nel 2019 ai Giochi panamericani di Lima.
Nel luglio 2021, mentre la nazionale cubana si trova all'aeroporto di Madrid per imbarcarsi verso il Giappone in vista delle Olimpiadi di Tokyo, Díaz abbandona la nazionale e il suo paese per rifugiarsi in Italia, dove si stabilisce a Livorno e si allena sotto la tutela dell'ex triplista Fabrizio Donato (medaglia di bronzo a Londra 2012), che lo accoglie nella propria abitazione e gli spiega come ottenere asilo politico.
Il 23 febbraio 2023 ha ottenuto la cittadinanza italiana a seguito di una delibera del Consiglio dei Ministri, su proposta del Ministro dell’interno Matteo Piantedosi. La procedura di conferimento della cittadinanza era stata avviata dal presidente del Comitato Olimpico Nazionale Italiano a seguito degli ottimi risultati conseguiti nella propria disciplina sportiva. Il 9 agosto 2024, al suo esordio assoluto come atleta della nazionale italiana, conquista la medaglia di bronzo ai Giochi olimpici di Parigi classificandosi alle spalle di Jordan Díaz e Pedro Pichardo, anche loro esuli cubani e rappresentanti, rispettivamente, di Spagna e Portogallo.
Nel 2025 sale sul gradino più alto del podio sia agli europei indoor di Apeldoorn (con la misura di 17,71 metri, davanti al tedesco Max Heß ed al connazionale Andrea Dallavalle) sia ai mondiali indoor di Nanchino (in 17,80 metri, nuovo record italiano).

## Record nazionali
- Salto triplo: 17,75 m ( Firenze, 2 giugno 2023)
- Salto triplo indoor: 17,80 m ( Nanchino, 21 marzo 2025)

## Progressione

### Salto triplo
| Stagione | Misura  | Luogo    | Data      | Rank. Mond. |
| -------- | ------- | -------- | --------- | ----------- |
| 2024     | 17,64 m | Parigi   | 9-8-2024  |             |
| 2023     | 17,75 m | Firenze  | 2-6-2023  |             |
| 2022     | 17,70 m | Zurigo   | 8-9-2022  |             |
| 2021     | 17,63 m | L'Avana  | 4-6-2021  |             |
| 2020     | 17,30 m | L'Avana  | 21-3-2020 |             |
| 2019     | 17,22 m | Camagüey | 10-2-2019 |             |
| 2018     | 16,52 m | L'Avana  | 8-6-2018  |             |
| 2017     | 17,40 m | L'Avana  | 17-3-2017 |             |
| 2016     | 16,80 m | L'Avana  | 13-2-2016 |             |
| 2015     | 16,76 m | L'Avana  | 28-5-2015 |             |
| 2014     | 16,38 m | Eugene   | 25-7-2014 |             |
| 2013     | 15,63 m | L'Avana  | 4-6-2013  |             |

### Salto triplo indoor
| Stagione | Misura  | Luogo        | Data      | Rank. Mond. |
| -------- | ------- | ------------ | --------- | ----------- |
| 2024/25  | 17,80 m | Nanchino     | 21-3-2025 |             |
| 2023/24  | 17,46 m | Miramas      | 2-2-2024  | 1°          |
| 2022/23  | 17,09   | Val-de-Reuil | 4-2-2023  |             |
| 2020/21  | 17,06 m | Metz         | 6-2-2021  |             |
| 2017/18  | 15,37 m | Birmingham   | 3-3-2018  |             |

## Palmarès
| Anno                           | Manifestazione      | Sede       | Evento       | Risultato | Prestazione | Note                                     |
| ------------------------------ | ------------------- | ---------- | ------------ | --------- | ----------- | ---------------------------------------- |
| In rappresentanza di Cuba      |                     |            |              |           |             |                                          |
| 2014                           | Mondiali U20        | Eugene     | Salto triplo | 4º        | 16,43 m     | w                                        |
| 2015                           | Campionati NACAC    | San José   | Salto triplo | 5º        | 16,03 m     | w                                        |
| 2017                           | Mondiali            | Londra     | Salto triplo | 7º        | 17,13 m     |                                          |
| 2018                           | Mondiali indoor     | Birmingham | Salto triplo | 15º       | 15,37 m     |                                          |
| 2019                           | Giochi panamericani | Lima       | Salto triplo | Bronzo    | 16,83 m     |                                          |
| 2019                           | Mondiali            | Doha       | Salto triplo | 24º (q)   | 16,41 m     |                                          |
| 2021                           | Giochi olimpici     | Tokyo      | Salto triplo | dns (q)   | dns (q)     |                                          |
| In rappresentanza dell' Italia |                     |            |              |           |             |                                          |
| 2024                           | Giochi olimpici     | Parigi     | Salto triplo | Bronzo    | 17,64 m     | Miglior prestazione personale stagionale |
| 2025                           | Europei indoor      | Apeldoorn  | Salto triplo | Oro       | 17,71 m     | Miglior prestazione mondiale stagionale  |
| 2025                           | Mondiali indoor     | Nanchino   | Salto triplo | Oro       | 17,80 m     | Record nazionale                         |

## Campionati nazionali

### Italia
- 2 volte campione nazionale assoluto del salto triplo (2023, 2025)
- 1 volta campione nazionale assoluto indoor del salto triplo (2024)

2023
- Oro ai campionati italiani assoluti (Molfetta), salto triplo - 17,21 m

2024
- Oro ai campionati italiani assoluti indoor, salto triplo - 17,60 m

2025
- Oro ai campionati italiani assoluti (Caorle), salto triplo - 16,66 m

## Altre competizioni internazionali
2019
- 6º al Golden Gala Pietro Mennea ( Roma), salto triplo - 17,00 m

2021
- Argento ai Bislett Games ( Oslo), salto triplo - 16,78 m

2022
- Argento al Meeting de Paris ( Parigi), salto triplo - 17,65 m
- Oro al Kamila Skolimowska Memorial ( Chorzów), salto triplo - 17,53 m
- Oro all'Athletissima ( Losanna), salto triplo - 17,67 m
- Oro al Weltklasse Zürich ( Zurigo), salto triplo - 17,70 m
- Vincitore della Diamond League nella specialità del salto triplo

2023
- Bronzo al Doha Diamond League ( Doha), salto triplo - 17,70 m
- Oro al Golden Gala Pietro Mennea ( Firenze), salto triplo - 17,75 m
- Oro alla Xiamen Diamond League ( Xiamen), salto triplo - 17,43 m
- Oro al Prefontaine Classic ( Eugene), salto triplo - 17,43 m
- Vincitore della Diamond League nella specialità del salto triplo

2024
- Oro al Golden Gala Pietro Mennea ( Roma), salto triplo - 17,32 m

2025
- Bronzo all'Herculis ( Monaco), salto triplo - 17,19 m